# Betty Bausch-Polak

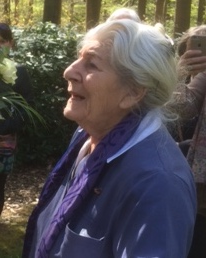
Betty Bausch-Polak während einer Gedenkfeier in Rhenen (2016)

Betsie „Betty“ Bausch-Polak (geb. 4. April 1919 in Amsterdam, Niederlande als Betsie Polak; gest. 8. November 2024 in Israel) war eine niederländische Holocaust-Überlebende und Zeitzeugin.

## Leben
Betty Bausch-Polak wurde 1919 in Amsterdam als Tochter einer jüdischen Familie geboren. Sie heiratete 1939 den jüdischen Agrarökonom Philip de Leeuw (* 1914). Er schloss sich, nachdem 1940 die neutralen Niederlande überfallen worden und unter deutscher Besatzung waren, dem Widerstand im Untergrund an. Im November 1944 wurde er mit weiteren Widerstandskämpfern exekutiert. Bausch-Polaks Eltern wurden 1943 im Vernichtungslager Sobibor ermordet; ihre Schwester Julia „Juul“ Bolle-Polak (* 1914) starb kurz nach der Befreiung des Lagers. Bausch-Polak selbst überlebte den Holocaust im Untergrund.
Nach dem Zweiten Weltkrieg arbeitete Bausch-Polak im niederländischen Landwirtschaftsministerium in Den Haag und heiratete 1961 in zweiter Ehe den Künstler Rudolph „Dolf“ Bausch (1913–1982), der ebenfalls während der nationalsozialistischen Besetzung der Niederlande verfolgt worden ist. Ab 1991 trat sie als Zeitzeugin in Erscheinung und publizierte 2004 zusammen mit ihrer Schwester Elisabeth „Lies“ Auerbach-Polak (1922–2016), einer Überlebenden des Konzentrationslagers Bergen-Belsen, das autobiografische Buch Bewegtes Schweigen, das ins Deutsche, Englische und auf Ivrit übersetzt worden ist. Sie unternahm bis zu ihrem hundertsten Lebensjahr Lesungen an Schulen in Deutschland und den Niederlanden, um über den Holocaust aufzuklären.
Sie lebte zuletzt in Kfar Saba und starb 2024 in Israel.

## Auszeichnungen
- 2015: Verdienstkreuz am Bande der Bundesrepublik Deutschland[6]
- 2016: Orden von Oranien-Nassau[7]

## Werk
- zus. mit Lies Auerbach-Polak: Bewegtes Schweigen. Erinnerungen zweier jüdischer Schwestern, ihr jüdischer Ursprung, der Krieg und die Aufbauzeit. Fernwald 2009, ISBN 978-3-932289-17-0 (im niederländischen Original: Bewogen stilte. Oorlogsherinneringen van twee zussen. Kampen 2004, ISBN 978-9-025954-32-1).